# Strandsolbad Staßfurt
Das Strandsolbad ist ein natürliches, städtisches Freibad in der Stadt Staßfurt in Sachsen-Anhalt. Die Mittelsilbe „Sol“ kommt vom hohen Salzgehalt des Sees, er hat einen durchschnittlichen Salzgehalt (Salinität) von 2,1 % Massenanteil.

## Geschichte
Das Strandsolbad entstand als Folge eines Tagesbruchs der Saline Leopoldshall im ausgehenden 19. Jahrhundert. Am 25. Mai 1929 wurde es ein öffentliches Freibad. Der Kunstsee ist 125 Meter lang und 104 Meter breit. Die tiefste Stelle misst circa 20 Meter.

## Besonderheiten
Das Strandsolbad ist das einzige Binnensolfreibad in Mitteleuropa. Das Strandsolbad Staßfurt verfügt über einen Strand mit anliegenden Rasenflächen; weiterhin verfügt es über eine Schwimmplattform mit Rutsche und einen Spielplatz sowie einen Imbiss mit Sonnenterrasse. Saisonbeginn ist Anfang Mai, Saisonende Anfang September (je nach Wetterlage).